# Lavours
Lavours es una comuna francesa del departamento de Ain, en la región de Auvernia-Ródano-Alpes.

## Demografía
| 126 | 147 | 142 | 144 | 108 | 117 | 126 | 144 |
| Para los censos de 1962 a 1999 la población legal corresponde a la población sin duplicidades (Fuente: INSEE [Consultar]) |     |     |     |     |     |     |     |

## Lugares y monumentos
- Marais de Lavours, humedal de 480 ha clasificado como reserva natural desde 1984.